# Leon De Lathouwer
Leon De Lathouwer (ur. 19 września 1929 w Wetteren, zm. 7 sierpnia 2008 w Kalken) – belgijski kolarz szosowy, złoty medalista olimpijski.

## Kariera
Największy sukces w karierze Leon De Lathouwer osiągnął w 1948 roku, kiedy wspólnie z Lode Woutersem i Eugène’em Van Roosbroeckiem zdobył złoty medal w drużynowym wyścigu ze startu wspólnego podczas igrzysk olimpijskich w Londynie. W rywalizacji indywidualnej Belg zajął czwarte miejsce, przegrywając walkę o brązowy medal z Woutersem. W tym samym roku zwyciężył w klasyfikacji generalnej wyścigu Dookoła Belgii w kategorii amatorów, a rok później został mistrzem kraju w indywidualnym wyścigu ze startu wspólnego. W 1952 roku przeszedł na zawodowstwo. W kolejnych latach kilkakrotnie wygrywał szosowe kryteria, między innymi w Oostakker (1952, 1954 i 1956), Mere (1952) i Bracquegnies (1955). Nigdy nie zdobył medalu na szosowych mistrzostwach świata.